# International Christian Churches
International Christian Churches är ett trossamfund, bildat av Kip McKean och andra avhoppare från Kristi Församling. Rörelsen bildades i december 2006 i Portland, Oregon och har därför även kallats Portland-rörelsen. Vid bildandet påstods den bestå av 16 församlingar i sju länder, med ett uppskattat medlemstal på 800 personer. Hälften av dessa tillhör McKeans församling i Portland.
Flera av de församlingar som McKean påstod tillhörde den nya rörelsen meddelade dock omgående att de själva inte räknade sig dit.